# Canterbury (Canterbury Bankstown)
Canterbury è una località che si trova nel Nuovo Galles del Sud. Essa si estende su di una superficie di 34 chilometri quadrati ed ha una popolazione di 137.454 abitanti. Fino al 2016 era una città a sé stante.